# 塞考爾陶恩山脈
47°25′N 14°38′E / 47.41°N 14.63°E
塞考爾陶恩山脈（德語：Seckauer Tauern），是奧地利的山脈，位於該國東南部，由施泰爾馬克州負責管轄，屬於下陶恩山脈的一部分，最高點蓋爾豪普特峰海拔高度2,417米，每年平均降雨量1,632毫米。